# Relations entre l'Allemagne et l'Espagne
Les relations entre l'Allemagne et l'Espagne sont les relations bilatérales de l'Allemagne et de l'Espagne, deux États membres de l'Union européenne.

## Histoire

### Relations entre les deux régions et émergences des peuples modernes
Durant l'Antiquité, toute l'Hispanie ainsi que l'ouest et le sud de l'actuelle Allemagne étaient sous domination romaine. Durant les périodes de migrations de l'Antiquité tardive, des tribus germaniques se sont installées dans la péninsule Ibérique, notamment le royaume suève (à partir de 409) et le royaume wisigoth (à partir de la seconde moitié du Ve siècle). À partir de 711, une grande partie de l'Espagne tombe sous domination musulmane. Charles Martel, alors roi des Francs (dont le royaume couvrait les actuels territoires français et allemands) arrêta l'expansion des Maures qui avançaient de l'Espagne vers le sud-ouest de la France lors de la bataille de Poitiers (732). Les royaumes chrétiens ont pu se maintenir au nord de la péninsule Ibérique. C'est à partir de 722 que commença la Reconquista, qui dura jusqu'en 1492.

### Alphonse X de Castille
Alphonse X de Castille, roi de León  et de Castille de 1252 à 1282, a mené une croisade contre les Maures. De 1257 à 1273, il fut anti-roi de Germanie, étant lié par sa mère, Béatrice de Souabe fille de Philippe de Souabe, à la maison de Hohenstaufen. À la mort de Guillaume II en 1256, il est le rival de Richard de Cornouailles en 1257 après leur élection durant laquelle ils ont chacun reçu le même nombre de voix. Une lutte débuta alors pour obtenir la couronne impériale, cependant Alphonse ne put lever suffisamment d'argent pour le Romzug. Afin d'obtenir de l'argent, il grava des pièces et essaya de contrôler la hausse des prix par une fiscalité idiosyncratique. Le commerce de détail, les citoyens et les paysans subirent cette politique. Finalement, l'élection unanime de Rodolphe Ier de Habsbourg comme roi du Saint-Empire romain germanique en 1273 signifia la déposition d'Alphonse.

### Charles Quint: «Sur mon empire, le soleil ne se couche jamais»
La Reconquista pris fin sous les rois catholiques Isabelle Ire et Ferdinand II en 1492. La même année, Christophe Colomb découvrit l'Amérique et posa la première pierre de l'Empire espagnol. Jean d'Aragon en fut l'héritier. Il épousa Marguerite de Habsbourg, fille de l'empereur des Romains Maximilien Ier, mais il mourut en 1497 sans héritiers. La sœur de Jean, Jeanne Ire épousa Philippe Ier le Beau en 1497, lui aussi fils de Maximilien et également duc de Bourgogne. Cependant, après avoir montré des signes de « folie » aux yeux de ses contemporains, Ferdinand prit le relais. Avec la mort de Ferdinand, le fils aîné du mariage de Jeanne, Charles Quint, hérita de l'Espagne.

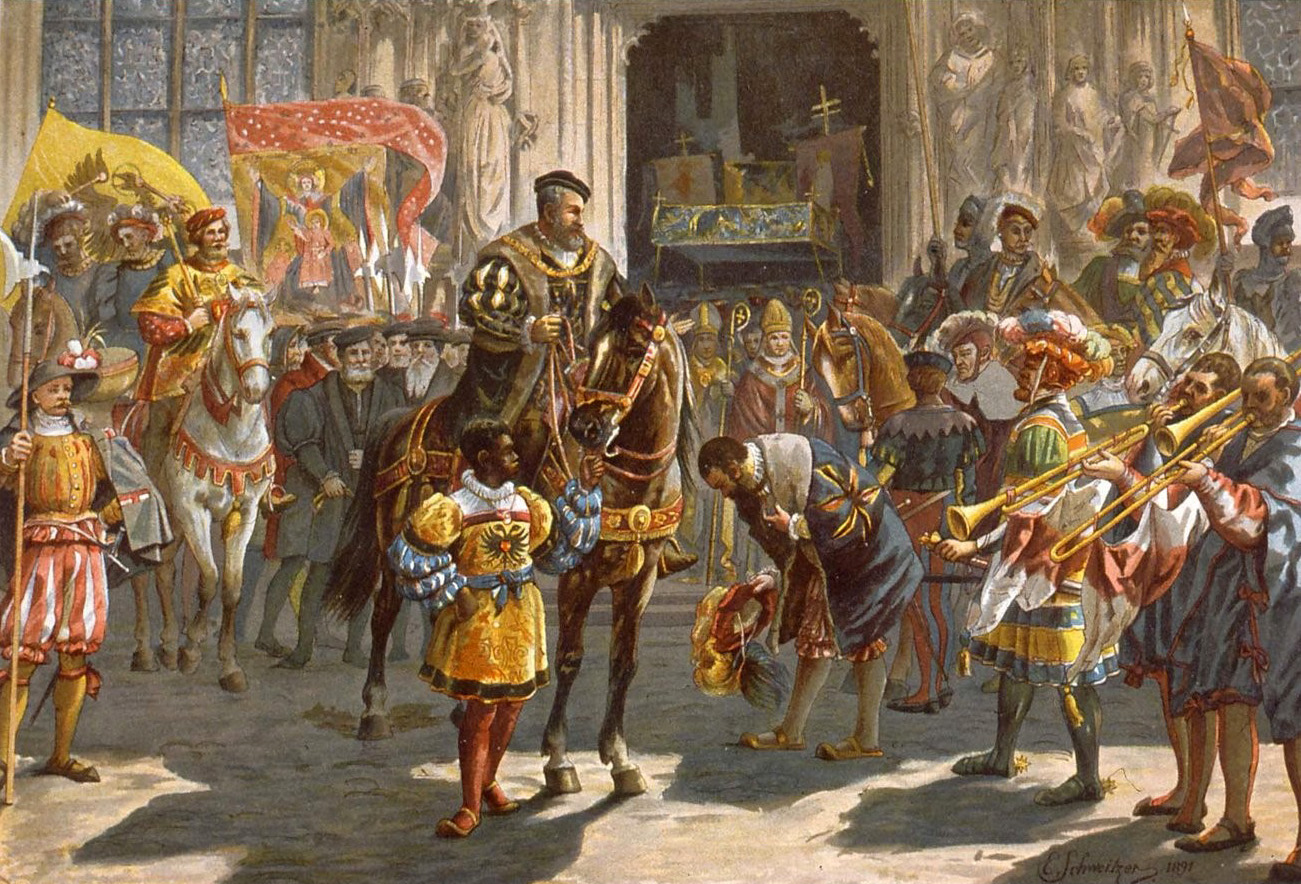
Charles-Quint, empereur germanique et roi d'Espagne, à Strasbourg en 1552.

Afin de sécuriser son patrimoine, Charles conclut en 1516 le traité de Noyon pour mettre un terme à une controverse entre la France et l'Espagne. En 1519, après la mort de son grand-père Maximilien, il hérite des Austro-Habsbourg. Il a été élu roi des Romains et fut couronné en 1520 avec le titre « empereur choisi ». Ce couronnement a entraîné un retour de la rivalité avec François Ier de France et Henri VIII d'Angleterre mais également avec Frédéric III de Saxe. L'un des facteurs décisifs fut le soutien financier fourni par la famille Fugger. Le coût total de l'élection s'élevait à 851 918 florins, dont 543 585 florins ont été prêtés par Fugger. En Espagne la guerre des Communautés de Castille éclata contre le règne de Charles Quint, lequel était considéré comme un étranger, qui avait alors levé les impôts pour financer ses guerres. Le soulèvement fut principalement porté par la bourgeoisie des villes de Castille, dont notamment Tolède. Il trouva le soutien d'une partie du clergé et de la noblesse afin de lutter le pouvoir royal en faveur des Cortes. Dans le royaume de Valence, un mouvement révolutionnaire social, la Germania. Les insurgés, menés par Juan de Padilla, furent vaincus à Villalar en 1521 et la rébellion fut supprimée en 1522.

### Guerre contre la France et les Ottomans (1521-1556)
Au niveau européen, les combats entre la France et les Habsbourg étaient d'une grande importance. Cependant, pour l'empereur, cela était dangereux car le pape et Venise penchaient de plus en plus du côté de la France. En 1525, les troupes de Charles Quint capturèrent François Ier lors de la bataille de Pavie. Toutefois, Charles accepte les propositions d'une paix modérée. Ceci conduisit à la signature du traité de Madrid en 1526, dans lequel la France renonce à ses revendications dans le nord de l'Italie. Charles espérait que François et lui mène un combat commun contre les Ottomans et contre les Luthériens. Cependant, après la libération de François, il révoqua le traité. Il a réussi à gagner avec la Sainte Ligue de Cognac du Pape, de Venise, de Florence et même des alliés de Milan.

### Division de l'Empire des Habsbourg (1556-1598)
Quand Charles Quint établit son gouvernement en 1556, l'Espagne perdit les possessions autrichiennes de la maison des Habsbourg et de la couronne impériale, mais conserva les Pays-Bas, le comté libre de Bourgogne, le duché de Milan et les royaumes de Naples, de Sicile et de Sardaigne. En 1570, son fils et successeur Philippe II a épousé Anne d'Autriche, qui deviendra la mère de l'héritier du trône Philippe.
Au XVIe siècle, l'Empire ottoman était une puissance majeure en expansion. Venise et l'Espagne envoyèrent une flotte commune dans la Méditerranée orientale. Celle-ci gagna contre les Turcs lors de la bataille de Lépante du 7 octobre 1571. Bien que le Saint-Empire romain germanique ne faisait pas partie de la Sainte-Ligue, le commandant en chef de la flotte était Juan d'Autriche, un fils illégitime de l'empereur Charles V et de la bourgeoise Barbara Blomberg, de Ratisbonne.

### Guerre de succession d'Espagne (1701-1714)
L'extinction des Habsbourg espagnols en 1701 déclencha la guerre de Succession d'Espagne. La Grande Alliance, composée de l'empereur Austro-Habsbourg, du Saint-Empire romain germanique, de l'Angleterre et la Grande-Bretagne et des Provinces-Unies, a combattu la France et ses alliés l'électorat de Cologne, le Duché de Mantoue et l'électorat de Bavière. Avec la mort de Joseph Ier, la guerre prit un tournant défavorable pour les Habsbourg, mais l'évènement secoua aussi la France. La maison des Habsbourg était devenue sous Léopold Ier et Joseph Ier une grande puissance européenne. Finalement, la France parvint à faire respecter Philippe V en tant que roi d'Espagne. Cet évènement marque la fondation de la dynastie des Bourbons en Espagne, qui est toujours au pouvoir aujourd'hui. Presque toutes les puissances impliquées dans la guerre ont obtenu des concessions, au moins partielles, à la fin de la guerre.

### XIXesiècle
En 1869, la Cortes espagnol a proclamé une nouvelle constitution qui prévoyait une forme de monarchie parlementaire. Parmi les candidats prometteurs se trouvait Léopold de Hohenzollern-Sigmaringen, descendants d'une ligne secondaire catholique de la maison de Hohenzollern-Sigmaringen. Il était persuadé que sa nomination serait acceptée au printemps 1870 par Otto von Bismarck. Léopold retira sa candidature après les menaces de la France qui craignait un encerclement. Napoléon III demande au roi de Prusse une renonciation formelle, afin d'éviter un nouveau dépôt de candidature. Otto von Bismarck, alors ministre-président du roi Guillaume Ier de Prusse, établit un résumé d’une communication de son roi. Le ton de la dépêche (dite dépêche d’Ems) — moins courtois que la lettre royale — provoque la colère de la France et enflamme l’opinion publique. La France, outrée, déclare la guerre à la Prusse.
Par le traité germano-espagnol de 1899, l'Espagne vendit ses possessions à l'Allemagne. L'Empire allemand prit alors possession des îles Carolines, des îles Mariannes du Nord, des Palaos et d'autres territoires, qui formèrent la Nouvelle-Guinée allemande.

### XXesiècle

#### Première Guerre mondiale et entre-deux guerres
Pendant la Première Guerre mondiale, l'Espagne resta neutre tandis que l'Allemagne et les autres puissances centrales perdent la guerre contre la Triple-Entente. Les monarques allemands abdiquent alors. La défaite allemande se ressent également dans les relations entre l'Allemagne et l'Espagne, jusqu'alors rivales dans les possessions coloniales au Maroc. Les frères Mannesmann avaient une propriété dans le Rif couvrant un huitième du territoire. Durant la guerre du Rif, les Espagnols tentèrent d'étendre leur domination à l'ensemble du territoire colonial au nord du Maroc. Les armes chimiques utilisées en octobre 1921 ont été développées par le chimiste allemand Hugo Stoltzenberg. Les Espagnols ne prirent le contrôle de la région qu'en juillet 1927.
L'entre-deux-guerres marquait une période d'incertitude et d'instabilité pour la plupart des pays européens. Les idées démocratiques étaient menacées à droite par les fascistes et à gauche par les idéologies communistes. La République de Weimar, durement touchée par le traité de Versailles, essayait de se consolider. En Espagne, la dictature du général Miguel Primo de Rivera débuta en 1923 et dura jusqu'en 1930 puis, en 1931, la Seconde République espagnole fut proclamée. Les tensions entre le gouvernement républicain, les anarchistes catalans et l'opposition nationaliste aboutirent à la guerre civile de 1936-1939. L'Allemagne, l'Italie et l'Union soviétique mirent en place une alliance militaire.

#### Guerre civile espagnole (1936-1939)

##### Allemagne nazie et guerre civile espagnole

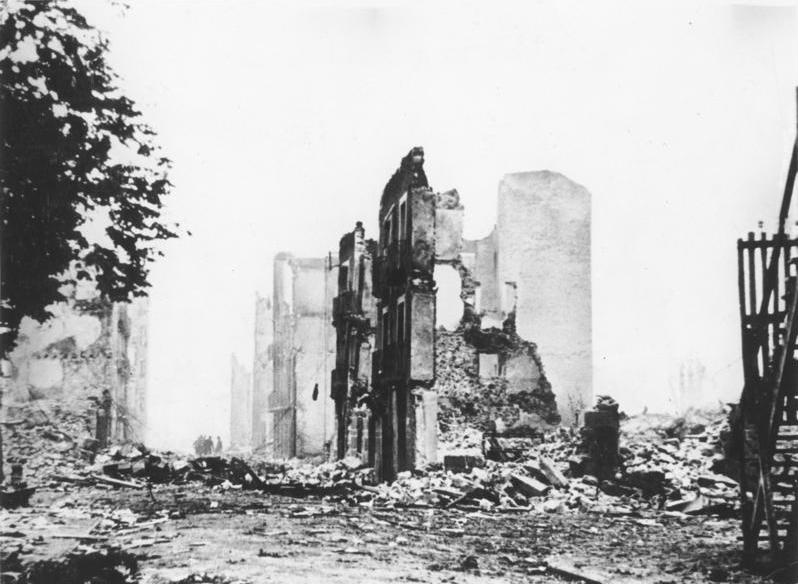
La ville de Guernica en ruines

Sous les auspices de la Société des Nations, quelques puissances européennes formèrent le Comité international pour la non-intervention dans la guerre d'Espagne, mais seule la France et le Royaume-Uni pratiquèrent une politique de non ingérence. L'Italie et l'Allemagne soutenaient de leur côté les putschistes, tandis que l'Union soviétique fournit des armes et des conseillers aux Républicains.
Après que Francisco Franco a demandé l'aide de Hitler, celui-ci apporta son soutien à la Phalange espagnole. Pour le régime nazi, la guerre civile était l'une des batailles dans le combat global contre le « bolchevisme » alors que la France était depuis juillet 1936 sous un gouvernement du Front populaire. Immédiatement après le coup d'État de Franco, tous les employés des sociétés allemandes ont soit déménagé dans des zones contrôlées par Franco ou ont quitté l'Espagne. Environ 15 000 Allemands ont combattu du côté de Franco et environ 300 ont été tués. L'aide financière de Berlin s'est élevé à environ 43 millions de livres en 1939, dont 62,6 % pour la Légion Condor. Les putschistes n'ayant pas assez de réserves de change, il fut convenu avec Berlin d'échanger des équipements de guerre contre des concessions minières. Plus tard, Franco donna au Reich allemand six mines contre 480 millions de marks. IG Farben et Siemens ont soutenu la Légion Vidal, qui organisa un coup d’État pour les rebelles.
Le 27 juillet 1936, le « Sonderstab W » est formé par Hermann Göring pour être dirigé par Helmut Wilberg et Erhard Milch. Avec la Unternehmen Feuerzauber, des troupes du Maroc espagnol ont été transportées vers le continent. Le transfert de 14 000 légionnaires étrangers et de 500 tonnes de matériel eut lieu du 28 juillet au mois d'octobre 1936. Les navires blindés allemands et l’Admiral Scheer ont assuré l'escorte des navires de transports dans le détroit de Gibraltar.

##### Allemands du côté républicain
Des miliciens allemands ont également rejoint les Espagnols contre les troupes de Franco. Cela inclut Edgar André, d'où le bataillon Edgar André, le bataillon Hans, le groupe Hoffmann et le groupe Thälmann (dirigé par Arthur Pfeiffer) et la colonne Thälmann, unité formée par Hans Beimler, l'unité Maxim Gorki, la division PSUC Carlos Marx.
Les unités de la milice internationale POUM comptent également des membres de la gauche trotskyste d'opposition, issus notamment des SAP et KPO allemands. Des personnalités célèbres, notamment George Orwell et plus tard Peter Blachstein, député social-démocrate du Bundestag, ont combattu dans les milices POUM et, environ 10 000 personnes sont tuées en février 1937 durant le massacre de la route Málaga-Almería (es). Dans les camps de concentration, des expériences médicales ont été menées sur les prisonniers - avec le soutien du national-socialisme.
En février 1939, il y avait près de 500 000 réfugiés de la guerre civile. Ils sont d'abord placés dans le sud de la France. Plus de la moitié retourne en Espagne les mois suivants. En France, environ 150 000 sont restés. Beaucoup d'entre eux ont été faits prisonniers de guerre dans divers camps et, à partir du 6 août 1940 dans le camp de concentration de Mauthausen. Plus de 7 000 prisonniers espagnols y ont vécu, dont 5 000 sont morts. Certains Espagnols ont été remis à Franco par la Gestapo, d'autres, comme l'ancien chef du gouvernement Francisco Largo Caballero, ont été déportés dans divers camps de concentration allemands. Quand les dernières forces républicaines ont abandonné, Franco a proclamé la victoire le 1er avril 1939, la dictature franquiste avait prévalu dans toute l'Espagne.

#### Seconde Guerre mondiale: non belligérant
Bien que Franco avait incontestablement des sympathies pour le régime fasciste italien et le régime nazi allemand, l'aspect pratique de la solidarité avec ses alliés idéologiques fut un échec. Il s'agissait, en réalité, davantage d'une relation d'affaires avec ces régimes que d'une communauté de destin. L'Espagne adhère au pacte anti-Komintern en mars 1939. En juillet 1940, Franco déclare que son pays n'est pas neutre mais n'est tout simplement pas belliqueux. Dans une lettre datée de février 1941 à Hitler, il déclare que les trois hommes (Hitler, Mussolini et lui-même) sont liés par l'histoire. Cependant, le comportement de Franco envers les puissances de l'Axe est particulièrement visible à Hendaye en 1940 (sa seule rencontre avec Hitler), lorsqu'il conditionne l'entrée en guerre de l'Espagne à l'obtention d'un territoire colonial français. Il refusa également l'entrée des troupes allemandes en Espagne. Selon ses déclarations, Franco aurait dit à Hitler qu'il combattrait tous les envahisseurs jusqu'au dernier, d'où qu'il vienne. En outre, Franco exigea l'approvisionnement en matières premières, telles que le coton et le caoutchouc. Enfin, Franco se retint d'occuper Gibraltar selon la volonté de Hitler, car cela aurait signifié officiellement l'entrée du pays dans la Seconde Guerre mondiale. Il fit toutefois une concession en envoyant la division Bleue sur le front de l'Est, composée de 47 000 volontaires phalangistes menées par le général Agustín Muñoz Grandes, mais il les retira après la bataille de Stalingrad en 1943. Franco a toutefois fournit à l'Allemagne des bases sous-marines et des informations.

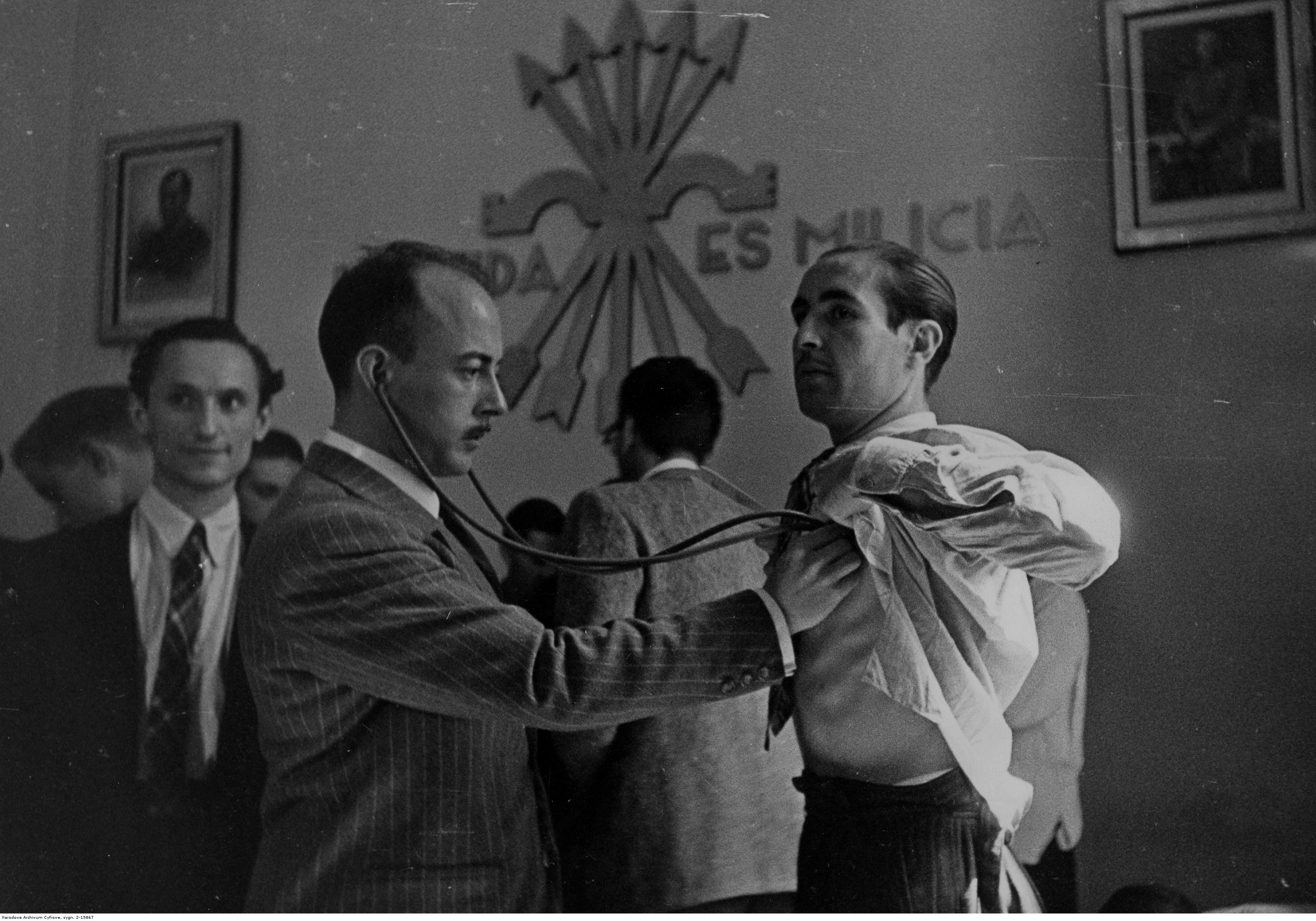
Un médecin examine un volontaire de la division bleue

Hitler était mécontent de la politique menée par Franco et, en juillet 1942, envisageait de trouver une personne apte à clarifier la situation politique espagnole. Il pensait notamment au général Muñoz. En décembre 1943, Franco fait face à la position de l'ambassadeur d'Allemagne en disant que « … l'attitude du gouvernement espagnol contre le bolchevisme et le communisme ne change pas, et continuera ce combat à la maison et à l'étranger, ainsi que contre le judaïsme et la franc-maçonnerie ». En 1938, la synagogue de Madrid a été fermée, les communautés construites pendant la guerre dans plusieurs villes furent dissoutes. Ce n'est qu'après 1945 qu'elles ont été à nouveau autorisés. La doctrine raciale représentée par le national-socialisme trouve peu d'écho en Espagne. Environ 20 000 à 35 000 juifs européens se sont sauvés de la persécution via l'Espagne. Franco aurait également fait campagne en faveur d'une partie des communautés sépharades en Grèce. Parmi ces sépharades, certains étaient les descendants de 1492 Juifs déplacés dans les années 1920 et qui pouvaient prétendre à la citoyenneté espagnole. L'engagement de Franco se limitait à cette communauté, qui constituait un groupe relativement petits de 4 500 personnes sur les 175 000 sépharades. Franco aurait été informé, au plus tard en 1944, des détails de l'extermination des Juifs dans le camp de concentration d'Auschwitz.
L'historien américain Stanley G. Payne note un mouvement de séparation entre l'Espagne, l'Allemagne et l'Italie, avant même les déboires en Russie. Lorsqu'en 1943, leur défaite devint apparente, Franco s'éloigna des puissances de l'Axe. Il déclara alors que l'Espagne était neutre dans le conflit et, en échange de l'approvisionnement en pétrole des Alliés, a compensé le soutien matériel et non-matériel précédemment apporté à l'Allemagne. Il a également renvoyé les sympathisants de l'Allemagne de son gouvernement, y compris son beau-frère Ramón Serrano Súñer. Franco apaisa quelque peu les Alliés par ces changements politiques. À cela s'ajoute la suppression des symboles extérieurs tels que le salut fasciste utilisés durant la Seconde Guerre mondiale. Pour Franco, Hitler et Mussolini n'étaient intéressants que s'ils étaient puissants et dès lors qu'il pouvait attendre quelque chose d'eux. Toutefois, un autre élément est que l'Espagne, encore sévèrement affaiblie par la récente guerre civile, ne pouvait pas se permettre de prendre part à une autre campagne armée.

#### Après-guerre
Dans l'immédiat après-guerre, l'Espagne était l'une des plateformes des réseaux d'exfiltration nazis visant à les faire fuir en Amérique du Sud. Certains d'entre eux ont également trouvé refuge en Espagne, comme Léon Degrelle, leader des Rexistes belges, Otto Skorzeny, Anton Galler et Gerhard Bremer (de).
L'Allemagne occupée et divisée s'est alors effondrée en tant qu'acteur sur la scène internationale. Après la victoire des démocraties occidentales, la dictature espagnole était naturellement isolée ce que Franco tenta de réduire durant la Guerre froide.
En 1955, l'Espagne a été admise aux Nations unies. En 1973, après le Traité fondamental, la République démocratique allemande en devint le 133e membre et la République fédérale d'Allemagne le 134e membre. Dès le début des années 1960, Franco tenta de conclure un accord d'association avec la Communauté européenne. Il a présenté une demande d'adhésion le 9 février 1962 mais ce n'est qu'en 1966 que les négociations ont commencé, lesquelles ont été retardées jusqu'à la conclusion d'un premier accord en 1970, principalement en raison des réserves politiques des six États d'alors (y compris la RFA).

#### Fin de la dictature et adhésion de l'Espagne aux structures européennes
L'isolement espagnol ne prit fin qu'à la mort de Franco en 1975 et la phase subséquente de démocratisation sous le roi Juan Carlos Ier.
L'Espagne a rejoint l'OTAN en 1982 tandis que la République fédérale allemande en faisait partie depuis 1955. En 1986, l'Espagne adhéra aux Communautés européennes et, en 1988, à l'Union de l'Europe occidentale.
En 1999, l'Allemagne et l'Espagne adoptent l'euro.

### XXIesiècle
Dans la guerre d'Irak de 2003, l'Espagne a rejoint les États-Unis, malgré l'opposition populaire, au sein de la « Coalition des volontaires ». L'Allemagne, avec la France et la Russie, ont refusé de participer à la guerre pour renverser Saddam Hussein. Toutefois, l'Espagne s'est ensuite rapprochée de nouveau de l'Allemagne et de la France. Le Premier ministre Zapatero a retiré l'armée d'Irak en juillet 2004, mais a ensuite augmenté le contingent militaire en Afghanistan (où 34 Espagnols sont morts en novembre 2013) pour améliorer les relations avec les États-Unis, endommagées par le retrait d'Irak. L'Allemagne et l'Espagne ont participé conjointement à la mission de sécurité et de reconstruction sous la direction de l'OTAN, la Force internationale d'assistance et de sécurité (FIAS).

## Sources
- (de) Cet article est partiellement ou en totalité issu de l’article de Wikipédia en allemand intitulé « Deutsch-spanische Beziehungen » (voir la liste des auteurs).

## Compléments